# سدوس
سدوس، قرية سعودية، تبعد عن الرياض 70 كم باتجاه الشمال الغربي، وهي إحدى مدن العارض أحد الأقاليم التاريخية التي كانت تتألف منها منطقة نجد. وتقع في الجزء الأعلى من وادي وتر (صلبوخ)، وعلى بعد ثلاثة أميال من جهة الشرق منها تقع حزوى التي كانت تعرف بالسدوسية ووردت في أشعار القدماء، وتمتد البلدة على حوض سدوس.

## آثار سدوس
تعد سدوس واحدة من أقدم المستوطنات البشرية في منطقة وسط السعودية ، وعرفت باسم القرية، واحتضنت معالم أثرية في غاية الأهمية، لعل أهمها مسلة لافتة عليها نقوش وكتابات تعود إلى عصور قديمة تؤكد أهمية البلدة كإحدى الحواضر في المملكة العربية السعودية., و
ذكرت المصادر التاريخية بأن أول استقرار في المنطقة هو لقبيلة هزان الأولى البائدة، ثم تلاها استقرار قبيلتي طسم وجديس قبل الميلاد، وكان نفوذ طسم يشمل بلادا واسعة منها سدوس، ثم سكن المنطقة بنو سدوس بن شيبان من بني ذهل، وبنو حنيفة، والجميع من بكر بن وائل، وكان استقرارهم فيها قبل الإسلام بقرنين من الزمان تقريبا.
- يوجد بالمنطقة القصر القديم الذي ينسب بناؤه لسليمان بن داود عليهما السلام، والذي كان موجودا في حي المنارة في سدوس
- عُثر في سدوس على نقوش كتابية منقوشة على الحجر.[3]
- الكتابات والنقوش القديمة التي عثر عليهافي السلسلة الجبلية شمال سدوس وهي أحرف مسند جنوبي يقدر عمرها ما بين 2000 إلى 3000 عام.[2]
- الكتابات القديمة على حجرين عثرت عليهما جامعة الملك سعود في سدوس في التسعينيات من القرن الماضي، ونقلتهما لمتحف الجامعة بالرياض.
- في الجهة الشمالية من سدوس وُجدت قطعة حجرية مستديرة الشكل، وقد كانت مأخوذة من أعمدة بعض الدور التي أُقيمت في سدوس
- من أبرز الآثار في سدوس حوض منقور في الحجر مُلقى في أحد المزارع يبلغ قياسه 1×1 م، وأُقيم مكانه حي سكني يقع في الجهة الغربية من البلدة القديمة
- تحصينات سدوس التي تحيط بالبلدة من جهاتها الأربع، وهذه الأسوار كانت مزودة بأبراج دفاعية، إضافةً إلى البوابة الرئيسية «الدروازة» التي بمنتصف السور الجنوبي، أيضاً برج المراقبة في الجهة الجنوبية الذي يبعد عن السور الجنوبي المسمى بالمرقب حوالي 250م.[4]

## دروب سدوس
- طريق الأبكين (الريع) وهو الطريق الرئيس الذي يربط سدوس بالعيينة فالرياض، والأبكين كما وصفها الهمداني قرنان جبيلان أي جبلان بارزان من سلسلة جبال طويق، وهذه السلسة تفصل وادي وتر عن وادي حنيفة، وقد سلك الطريق بلجريف عند زيارته للرياض عام 1279هـ.
- درب حبودل يقع هذا الدرب في شعيب الدرب أحد روافد أبا الحسك، وهو طريق قديم كان يُستعمل بكثرة للمرور بين العيينة وسدوس عن طريق ظهرة سدحة حيث يختصر المسافة بينهما، وقد ذكر هذا الطريق الرحالة لويس بلي عام 1281هـ اثناء مروره منه، قائلاً :«صعدنا مرتفعات العارض عن طريق ممر ضيق ولكنه لم يكن صعباً»، وفي عهد الملك عبدالعزيز جُدد هذا الطريق ورُصف بالحجارة لتسلكه السيارات بسهولة، وقد نُسب هذا الطريق إلى الشخص الذي أشرف على رصفه، والذي يُدعى حبودل .
- درب ملهم تعتبر ملهم إحدى أشهر بلدان الشعيب، وكان يربطها بسدوس والعيينة درب يسمى إلى الآن درب ملهم، ويقع الدرب في أعلى شعيب الشعيبة شمال سدوس.[5]

## ذكر القرية التاريخية لدى الرحالة
- مر لويس بيلي بسدوس في 3 مارس (آذار) عام 1865م، وذكر في كتابه «رحلة إلى الرياض»: «لقد توقفنا هذا المساء في سدوس التي كانت عبارة عن مجموعة مزارع صغيرة وجميلة ولطيفة، اجتمع بعضها إلى البعض الآخر في الوادي حول حصن صغير.. لقد كانت المنازل وجدران الحدائق في سدوس أنيقة ومتصلة، مما يدل على عدم وجود العدوان والعنف». كما قام لوريمر بتحديد عدد منازل سدوس، وذكر أن منازله 160 منزلا.[2]

## وصلات خارجية
- «سدوس» أقدم حواضر الجزيرة.. وحاضنة الآثار والتاريخ.
- البلدة التاريخية التي أنشئت قبل الميلاد بمئات السنين عمرها الزمني عشرة آلاف سنة.